# Xiangkhoang
Náhorní plošina Xiangkhouang nebo Xiangkhoang, známá též pod francouzským pojmenováním Plateau du Tran-Ninh je náhorní plošina na severu Laosu. Krajina se vyznačuje zelenými horami, členitými krasovými útvary a údolími s množstvím řek, jeskyní a vodopádů.

## Geografie
Horské pásmo Luang Prabang a Annamské pohoří oddělují náhorní plošinu od Thajska a Vietnamu. Hřebeny náhorní plošiny, které se skládájí hlavně z pískovců a vápenců, dosahují výšky 2 000 až 2 800 metrů. V minulosti byly masivně odlesněny. Na jihu Xiangkhoangu se nachází nejvyšší hora Laosu, Phou Bia. Nadmořská výška přímo v oblasti náhorní plošiny dosahuje až 1 000 m.
Náhorní plošinou protéká několik přítoků Mekongu, jako například Nam Ngum, Ngiap nebo řeka Khan. Významným městem v této oblasti je Phonsavan, hlavní město provincie Xiangkhouang, pojmenované podle náhorní plošiny.

## Přírodní bohatství
Vyskytují se zde nevyužitá ložiska naplaveného zlata, antimonu, mědi, olova, zinku a stříbra.

## Historie
Na náhorní plošině se nachází místo zvané Planina hrnců, pod tímto souhrnným názvem se skrývá několik lokalit s archeologickými pozůstatky navrženými na zařazení do seznamu světového kulturního dědictví UNESCO. Náhorní plošina patří mezi oblasti na světě, které jsou nejvíce kontaminovány nevybuchlými kazetovými pumami.